# Communauté de communes du Bassin de Pompey
La communauté de communes du Bassin de Pompey est une communauté de communes française, située au nord de Nancy dans le département de Meurthe-et-Moselle et la région Grand Est.
Sur un pôle de reconversion sidérurgique,les communes membres se sont mobilisées et fédérées pour développer l’implantation de nouvelles entreprises et des services à la population dans le cadre des compétences qu’elles lui ont transférées.

## Historique
Créée en 1995, par arrêté préfectoral du 29 décembre 1994, la communauté de communes du Bassin de Pompey est un établissement public de coopération intercommunale (EPCI).

## Territoire communautaire

### Géographie

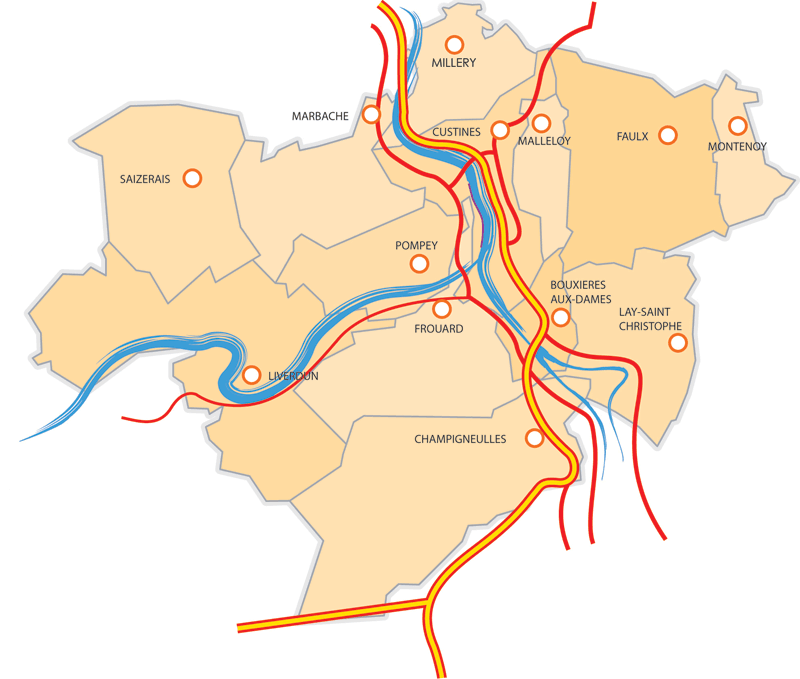
Carte du Bassin de Pompey

Traversé par de nombreux axes de communication (TGV, réseau autoroutier et fluvial) le Bassin de Pompey dispose d’une situation privilégiée au cœur de la métropole lorraine, à proximité des agglomérations de Nancy et de Metz.
Situé dans le Pays du Val de Lorraine, le Bassin de Pompey participe activement à son organisation et aux objectifs de développement à l’échelle départementale et régionale.
Du fait de cette situation géographique, le bassin de Pompey connait un phénomène naturel de péri urbanisation qui influe sur le dynamisme démographique et nécessite pour le territoire de développer des services et des infrastructures à l’échelle d’un espace urbanisé de 41 000 habitants.
Sur le plan économique, le bassin de Pompey est un poids économique de premier plan dans le sillon lorrain. La politique de développement économique s’inscrit dans une démarche d’excellence territoriale et s’appuie sur le Parc Eiffel Énergie : un territoire d’activités de 140 hectares, la présence de plus de 120 entreprises, l’emploi de près de 4 000 personnes, un panel d’activités fortement diversifiées.
Écrin de la confluence fluviale entre la Meurthe et la Moselle, le bassin de Pompey est également terre de découverte. L’eau, la forêt, l’industrie, l’habitat… rythment le territoire et se fondent en un ensemble cohérent et harmonieux. Son territoire rural lui confère des atouts supplémentaires en termes de cadre de vie et propose une richesse patrimoniale et naturelle encore trop souvent ignorée.
La Communauté de Communes du bassin de Pompey participe activement aux côtés des autres Collectivités et partenaires au dynamisme et au rayonnement de la Région Lorraine.

### Composition
En 2022, la communauté de communes est composée des 13 communes suivantes :

| Nom                  | Code Insee | Gentilé         | Superficie (km2) | Population (dernière pop. légale) | Densité (hab./km2) |
| -------------------- | ---------- | --------------- | ---------------- | --------------------------------- | ------------------ |
| Pompey (siège)       | 54430      | Pompéiens       | 8,13             | 4 815 (2022)                      | 592                |
| Bouxières-aux-Dames  | 54090      | Bouxièrois      | 4,11             | 4 122 (2022)                      | 1 003              |
| Champigneulles       | 54115      | Champigneullais | 23,99            | 6 588 (2022)                      | 275                |
| Custines             | 54150      | Custinois       | 11,76            | 3 095 (2022)                      | 263                |
| Faulx                | 54188      | Falcéens        | 17,2             | 1 391 (2022)                      | 81                 |
| Frouard              | 54215      | Frouardais      | 12,96            | 6 480 (2022)                      | 500                |
| Lay-Saint-Christophe | 54305      | Layens          | 11,59            | 2 367 (2022)                      | 204                |
| Liverdun             | 54318      | Liverdunois     | 25,23            | 5 656 (2022)                      | 224                |
| Malleloy             | 54338      | Maniguets       | 4,06             | 986 (2022)                        | 243                |
| Marbache             | 54351      | Marbichons      | 10,63            | 1 671 (2022)                      | 157                |
| Millery              | 54369      | Millerots       | 7,48             | 597 (2022)                        | 80                 |
| Montenoy             | 54376      | Montignons      | 3,98             | 401 (2022)                        | 101                |
| Saizerais            | 54490      | Saizerillons    | 14,44            | 1 457 (2022)                      | 101                |

### Démographie
| 1968   | 1975   | 1982   | 1990   | 1999   | 2010   | 2015   | 2021   |
| ------ | ------ | ------ | ------ | ------ | ------ | ------ | ------ |
| 35 211 | 38 567 | 42 720 | 41 785 | 41 385 | 40 774 | 40 571 | 39 750 |

## Organisation

### Siège
Le siège de la communauté de communes est à Pompey, rue des quatre éléments.

### Élus
La communauté de communes est administrée par son conseil communautaire, composé de  conseillers municipaux représentant chacune des  communes membres.
Le conseil communautaire est composé de 45 conseillers.
Ils sont répartis comme suit :
| Nombre de conseillers | Communes                             |
| --------------------- | ------------------------------------ |
| 7                     | Champigneulles, Frouard              |
| 6                     | Liverdun                             |
| 5                     | Pompey                               |
| 4                     | Bouxières-aux-Dames                  |
| 3                     | Custines, Lay-Saint-Christophe       |
| 2                     | Faulx, Malleloy, Marbache, Saizerais |
| 1 (+1 suppléant)      | Millery, Montenoy                    |

### Liste des présidents
| Période | Période  | Identité         | Étiquette | Qualité                       |
| ------- | -------- | ---------------- | --------- | ----------------------------- |
| 1995    | 2001     | Pascal Gaire     | UDF       | Maire de Pompey (2000-2001)   |
| 2001    | 2007     | Didier Bianchi   | PS        | Maire de Liverdun (1995-2007) |
| 2007    | En cours | Laurent Trogrlic | PS        | Maire de Pompey (depuis 2001) |

### Compétences
La Communauté de communes exerce en lieu et place des communes membres un certain nombre de compétences définies par la loi du 6 février 1992 relative à l’administration territoriale de la République, modifiée par la loi du 12 juillet 1999, puis la loi du 27 février 2002.
Compétences obligatoires
- Aménagement de l'espace
- Développement économique

Compétence optionnelles

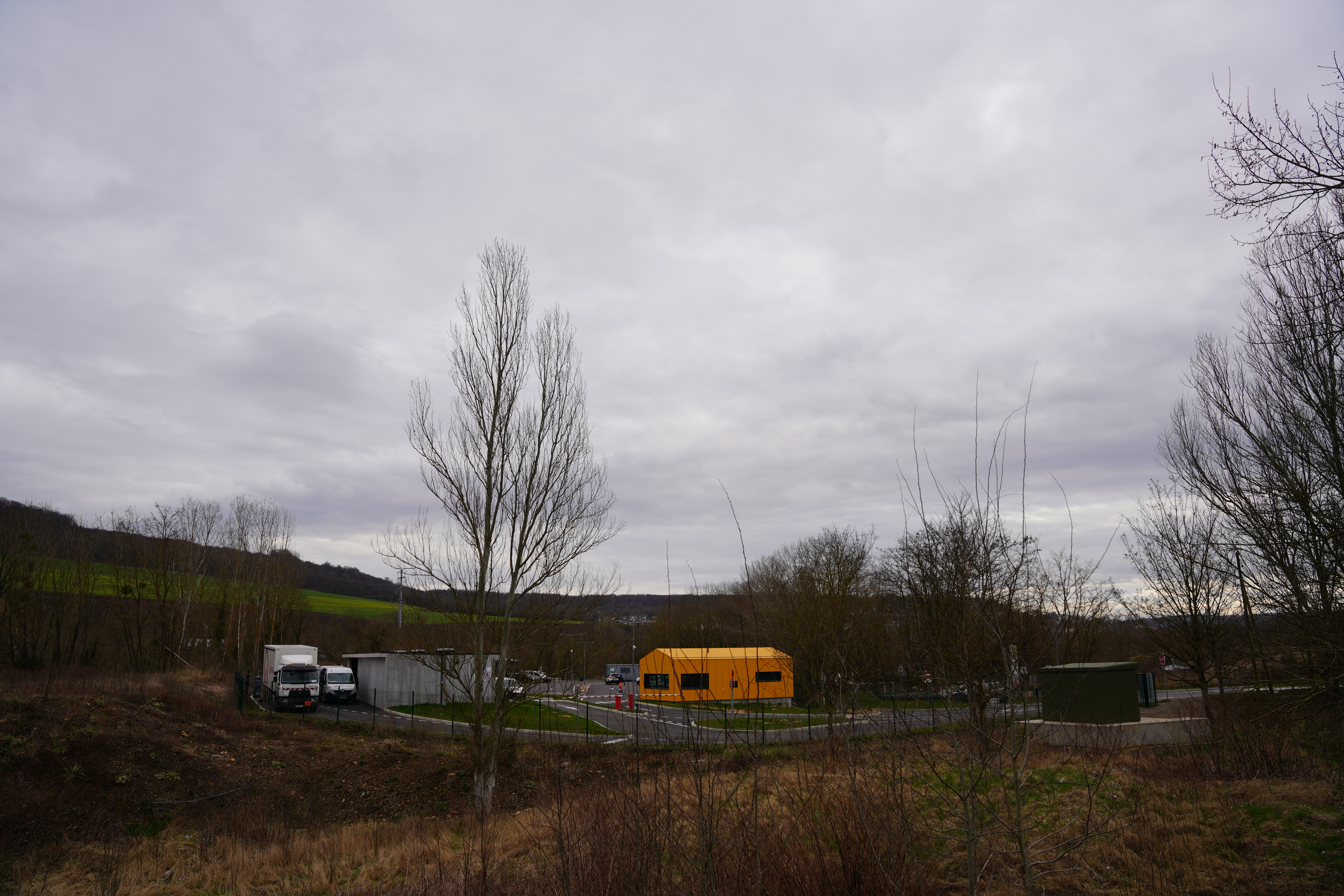
Point recyclage proche port de Frouard.

- Protection et mise en valeur de l’environnement
- Habitat - Urbanisme
- Création, aménagement et entretien de la voirie d’intérêt communautaire

Compétences facultatives
- Électrification
- Transport des personnes
- Action sociale d’intérêt communautaire (Mode de garde de la petite enfance et emploi et développement social)
- Gestion urbaine de proximité
- Santé / nutrition
- Politique de la ville
- Prévention de la délinquance
- Police municipale
- Les équipements sportifs d'intérêt communautaire (piscines et COSEC)
- Application du droit des sols
- Tourisme
- Accès des jeunes à la culture
- Soutien apporté au Théâtre Gérard Philipe (Frouard),
- Lecture publique avec le Festival de conte,
- Mise en réseau des écoles de musique en lien avec la démarche de l’ADAMM54.

### Régime fiscal et budget
La communauté de communes est un établissement public de coopération intercommunale à fiscalité propre.
Afin de financer l'exercice de ses compétences, l'intercommunalité perçoit la fiscalité professionnelle unique (FPU) – qui a succédé à la taxe professionnelle unique (TPU) – et assure une péréquation de ressources entre les communes résidentielles et celles dotées de zones d'activité.
Elle perçoit également une bonification de la dotation globale de fonctionnement (DGF), et reverse une dotation de solidarité communautaire (DSC) à ses communes membres.

## Projets et réalisations
Conformément aux dispositions légales, une communauté de communes a pour objet d'associer des « communes au sein d'un espace de solidarité, en vue de l'élaboration d'un projet commun de développement et d'aménagement de l'espace ».